# Joan Ball
Pour les articles homonymes, voir Ball.
Joan Ball est une pionnière des rencontres par ordinateur. Elle lance le premier service de rencontres par ordinateur en Angleterre, en 1964. Le service de rencontres par ordinateur de Ball est également antérieur aux premiers services de rencontres par ordinateur américains, comme Operation Match (en) à Harvard,,,.
Rejetée par sa famille, souffrant de dyslexie, elle débute d'abord comme vendeuse dans un magasin de mode de Londres. En 1961, elle quitte le monde de la mode qui ne lui offre pas de possibilités d'évolution et débute un emploi dans une agence matrimoniale, avant de créer sa propre société matrimoniale Com Pat, qui devient le premier service de rencontres par ordinateur à succès commercial au Royaume-Uni et aux États-Unis. 
Elle vend son entreprise en 1973 à son principal concurrent, Dateline.

## Jeunesse
Joan Ball est née en 1934, sixième enfant de sa famille. Elle est une enfant non-désirée, née dans une famille pauvre de la classe ouvrière. Elle est brièvement abandonnée par sa mère lorsqu'elle est très jeune. La Seconde Guerre mondiale commence alors qu'elle n'a que cinq ans, ce qui l'oblige à être évacuée de Londres vers la campagne pour échapper aux bombardements aériens de Londres à trois reprises pendant la guerre. Bien que cela puisse lui avoir sauvé la vie, chaque famille d'accueil est très différente et elle est harcelée sexuellement par une des familles d'accueil avec qui elle vit. Quand la guerre est terminée, elle peut à nouveau rentrer dans sa famille à Londres.
Joan Ball est dyslexique et a des difficultés à l'école, avant qu'elle ne soit reconnue comme atteinte d'une pathologie médicale. Elle n'a été officiellement diagnostiquée qu'en 1973, à l'âge de 39 ans. Elle utilise un mécanisme d'adaptation en devenant le clown de la classe quand elle est à l'école, de sorte qu'elle peut s'assurer que les gens « riaient avec [elle] » et pas contre elle. Pendant ses années d'école, elle a une vie familiale difficile : sa mère l'appelle souvent « chienne à tête de cochon» et blâme Joan pour son mariage raté. En 1949, Ball termine sa dernière année d'école et obtient un emploi de vendeuse à la London Co-operative Society (en). En raison de sa dyslexie, elle a des problèmes pour écrire et compter l'argent,.

## Carrière
En 1953, Ball est hospitalisée après une tentative de suicide et quand elle sort, elle va vivre avec sa tante Maud et son oncle Ted. La même année, à l'âge de 19 ans, elle est embauchée chez Bourne & Hollingsworth. En 1954, elle quitte cet emploi et commence à travailler dans le département de vêtements d'un magasin. Elle trouve cette série d'emplois insatisfaisante et difficile : à l'époque, les domaines les plus intéressants de l'industrie de la mode (de l'avis de Ball) sont encore du ressort des hommes et elle ne peut pas faire le genre de travail qui l'intéresse, comme le design. Peu de temps après, cependant, elle commence à travailler pour Berkertex, une grande maison de couture à Londres,.

### Eros Friendship Bureau Ltd
En 1961, à 27 ans, elle décide de quitter Berkertex. Bien qu'elle a l'intention de gérer un magasin à Cambridge, elle se retrouve sans emploi jusqu'à ce que le magasin soit prêt à ouvrir. Ayant besoin de payer un loyer, elle trouve un emploi dans une agence matrimoniale,. C'est à ce moment qu'elle décide de créer son propre bureau matrimonial. Elle fonde Eros Friendship Bureau Ltd en 1962,. Bien que son entreprise connaisse du succès pendant une décennie, elle a du mal à faire de la publicité pour son service dès le début en raison du fait que les bureaux de mariage étaient considérés comme légèrement suspects à l'époque : il y avait une croyance répandue comme quoi les bureaux de mariage étaient en fait des façades pour de la prostitution,.
Parce qu'elle ne peut pas faire de publicité imprimée facilement, Ball compte sur la diffusion d'annonces radio avec les Pop Pirates (en) - les stations de radio pirates qui opéraient juste au large des côtes britanniques dans les années 1960 et diffusaient de la musique rock & roll interdite par la BBC. 
La société de Ball se concentre sur les rencontres et les relations à long terme - essayant principalement de conclure des mariages pour les clients - et s'adresse à une clientèle relativement âgée qui cherche à s'installer ou qui a déjà divorcé. Plutôt que d'établir des correspondances sur les préférences des gens, Ball découvre qu'il est plus facile d'unir des personnes identifiant ce qu'elles ne veulent pas chez une autre personne.
En 1961, elle rencontre un homme auquel elle se réfère dans ses mémoires sous le nom de Kenneth. Kenneth devient plus tard son partenaire sexuel et l'aide dans ses affaires, bien qu'ils ne se soient jamais mariés.

### Service de rencontre informatique St.James
Joan change le nom de son bureau matrimonial et le nomme St.James Computer Dating Service en 1964. Le bureau lance sa première série de jumelages informatiques en 1964. Cela fait du service de Ball le premier service de rencontres par ordinateur à succès commercial au Royaume-Uni et aux États-Unis, comme le souligne l'historienne Marie Hicks dans un article sur l'histoire des rencontres par ordinateur,,,,.

### Com-Pat
En 1965, Ball fusionne sa société avec un autre bureau matrimonial dirigé par une femme et ensemble ils forment Com-Pat, ou Computer Dating Services Ltd. Peu de temps après la fusion, la propriétaire de l'autre bureau matrimonial vend sa part de société à Joan, qui devient la propriétaire unique de Com-Pat.

### Entreprises concurrentes
Dateline, fondée par John Richard Patterson en 1966, est une rivale de Com-Pat. Avec cette nouvelle rivalité, Ball a besoin de plus de publicité. En regardant les questionnaires de Dateline et Operation Match aux États-Unis, elle apprend qu'ils mettent l'accent sur des questions sur la sexualité, qui, selon elle et ses employés, ne conduiraient pas à de bons matchs. En 1969, son entreprise reçoit une bonne réponse aux publicités dans News of the World, mais Ball estime toujours qu'elle doit surmonter les préjugés négatifs des gens à propos des rencontres par ordinateur. Les journaux de l'époque laissaient entendre que les personnes qui utilisaient ces services étaient seules, tristes ou dysfonctionnelles. Joan pense que ce type de service de rencontres informatisé est, au contraire, un moyen amusant et intelligent de rencontrer des gens. Bien que les journaux décrivent parfois une image négative, l'entreprise de Joan est généralement bien accueillie par le public. Cela la pousse à faire de la publicité dans The Sunday Express, Evening Standard et The Observer, tous les principaux journaux britanniques de l'époque. À cette époque, Ball dirige à la fois Com-Pat et Eros. Bientôt, elle décide de vendre Eros et de se concentrer sur Com-Pat. Elle réalise à quel point l'avenir des rencontres informatisées est important et voit la croissance potentielle d'un service comme Com-Pat.

### Com-Pat II
En 1970, Com-Pat Two est lancée. Joan et son entreprise sont en avance sur le marché, car elle utilise le système de matching le plus avancé créé à l'époque. Elle réussit à changer l'ensemble du système avec 50 000 membres en un seul week-end sans aucun problème. Le système utilise un questionnaire et donne une liste de quatre des meilleurs matchs à la fin.
Bien que Joan ait du succès avec Com-Pat Two, elle et son partenaire Ken commencent à se heurter à des problèmes économiques et personnels. Parce que Joan et Kenneth n'étaient pas mariés, Ball n'a aucun sentiment de sécurité avec lui. Elle emménage pour finir dans son propre appartement après avoir vécu avec Ken pendant huit ans. Ce nouvel endroit lui donne un sentiment d'indépendance, de sécurité et de fierté en raison de ce qu'elle a dû accomplir pour l'obtenir.

#### Problèmes avec les publicités
Malheureusement, des temps difficiles surgissent pour son entreprise. Ball se rend compte que leur numéro de téléphone et leur adresse avaient été imprimés de manière incorrecte dans l'une de ses principales publicités. Leur numéro de téléphone avait également été supprimé du répertoire. Cela la force à obtenir un nouveau numéro de téléphone. Dans le même temps, Dateline a de plus en plus de succès et est en mesure de tirer parti du fait que les journaux utilisent déjà les publicités de Com-Pat pour placer ses propres publicités dans les mêmes journaux sans les difficultés que Ball avait rencontrées plus tôt. En 1971, une grève de la poste paralyse tout le courrier. Cela dure près de huit semaines et les affaires de Ball sont paralysées durant cette période. 
Par la suite, le Daily Telegraph, le support publicitaire le plus populaire de l'entreprise, refuse de continuer à imprimer des publicités pour Com-Pat parce que le journal a changé sa politique publicitaire. Joan déprime et se sent incapable de faire face. Dans le même temps, le Royaume-Uni est en proie à des grèves majeures et à des problèmes économiques : la grève des mineurs provoque le chaos dans tout le pays en perturbant la capacité à produire de l'électricité.

### Vente de Com-Pat à Dateline
En 1973, alors qu'elle a 39 ans, elle reçoit un diagnostic de dyslexie. Peu de gens connaissent alors ce mot. Elle a du mal à accepter sa propre maladie. À ce moment-là, la récession s'est aggravée. Elle se bat pour maintenir son entreprise à flot, mais en 1974, elle est endettée et décide de vendre son entreprise. Elle appelle John Patterson de Dateline et lui offre Com-Pat, s'il accepte de payer toutes les dettes de l'entreprise dans le cadre de l'achat. Y voyant un moyen de monopoliser le marché des rencontres par ordinateur au Royaume-Uni en supprimant le seul grand concurrent de Dateline, Patterson accepte rapidement,.

## Fin de vie
Après une série de difficultés personnelles, Ball se convertit au bouddhisme et commence à accepter ses maladies et ses revers. Ball se retrouve avec de nombreux regrets et arrive à la conclusion qu'elle s'est enfermée dans son propre donjon émotionnel même si elle a dirigé une entreprise axée sur l'établissement de nouveaux liens émotionnels entre d'autres personnes.

## Impact et importance dans l'histoire de la technologie
Ball est une entrepreneuse prospère et la première personne de tout genre à diriger un service de rencontres par ordinateur commercialement viable au Royaume-Uni ou aux États-Unis. Son entreprise a précédé Operation Match (en) de Harvard d'un an et a précédé l'autre grande société britannique de rencontres par ordinateur, Dateline (dirigée par John Patterson). Com-Pat a été dirigée par Ball pendant près d'une décennie, jusqu'à ce qu'elle soit finalement rachetée par Dateline en 1974. L'exemple de Ball montre que, contrairement aux récits populaires sur le Web, les femmes ont été des pionnières dans le domaine des rencontres par ordinateur et des réseaux sociaux par ordinateur. Le fait que Ball soit restée relativement inconnue jusqu'à présent reflète également la façon dont les stéréotypes sexistes ont entraîné la disparition historique des contributions des femmes à l'informatique . Janet Abbate (en), historienne de l'informatique et professeure à Virginia Tech, a théorisé dans son livre Recoding Gender (en) que « les femmes qui ont apporté des contributions significatives n'étaient pas toujours enclines, par tempérament ou socialisation, à vanter leurs réalisations ».
Les historiennes Nathan Ensmenger, Marie Hicks (en), Margot Lee Shetterly et Jennifer Light (en) ont montré, dans leurs études sur le genre dans l'histoire de l'informatique, comment l'inégalité structurelle dans le présent et le passé a modifié notre vision de la réalité historique en matière d’informatique. L'existence de ces dynamiques sociales à la fois dans le passé et dans le présent a laissé de nombreuses parties de l'histoire de l'informatique inconnues. Actuellement, les historiennes commencent seulement à corriger ces biais et à montrer à quel point des femmes comme Joan Ball ont joué un rôle important dans l'histoire du dating par ordinateur et de l'informatique en général.